# Mia Santoromito

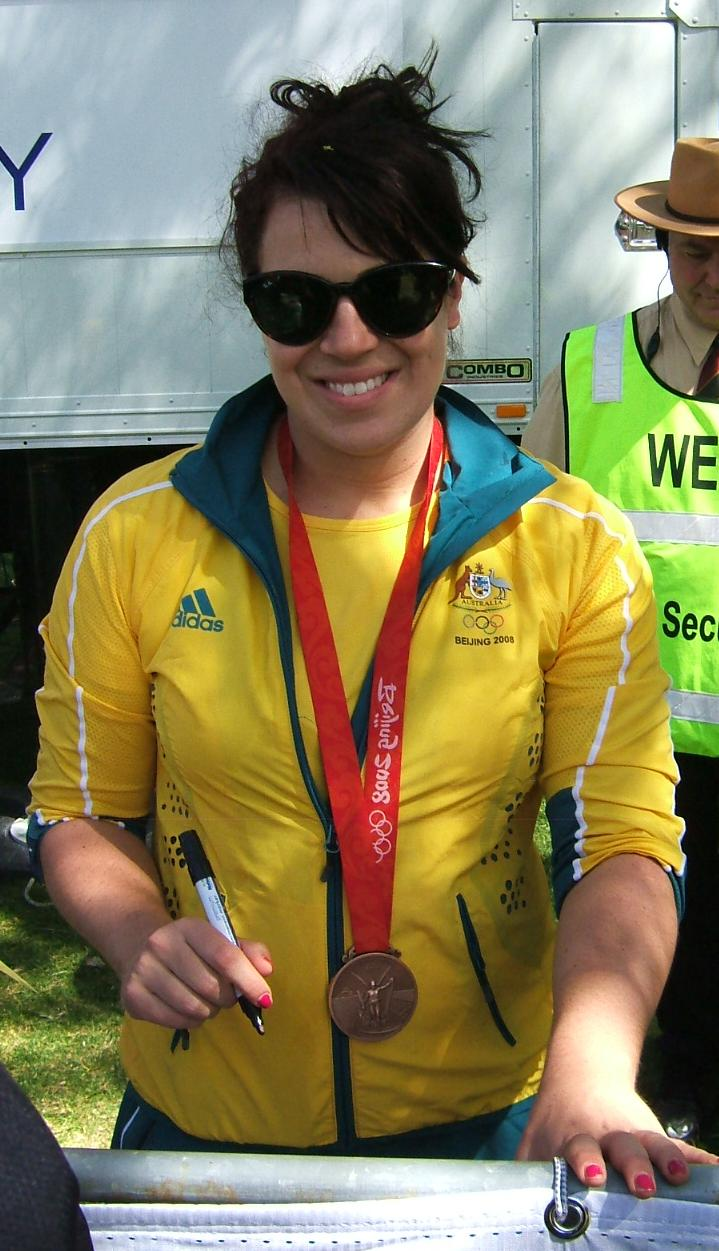
Mia Santoromito bei der Welcome-Home-Parade 2008 in Adelaide

Mia Santoromito (* 21. Januar 1987 in Sydney) ist eine ehemalige australische Wasserballspielerin. Sie war Olympiadritte 2008 und Weltmeisterschaftszweite 2007.

## Sportliche Karriere
Die 1,69 Meter große Mia Santoromito spielte beim Cronulla Sutherland Water Polo Club.
2005 belegte sie mit dem australischen Team den dritten Platz bei den Juniorenweltmeisterschaften.
Zwei Jahre später war Melbourne Austragungsort der Weltmeisterschaft 2007. Die Australierinnen gewannen ihre Vorrundengruppe und besiegten im Viertelfinale die Italienerinnen mit 12:8. Mit einem 12:9 gegen die Russinnen im Halbfinale erreichten die Australierinnen das Finale und unterlagen dann dem US-Team mit 5:6.
2008 bei den Olympischen Spielen in Peking belegten die Australierinnen in der Vorrunde den zweiten Platz hinter den Ungarinnen und vor den Niederländerinnen. Die Australierinnen erreichten das Halbfinale mit einem 12:11-Sieg über die Chinesinnen. Nach der 8:9-Niederlage gegen das US-Team im Halbfinale trafen die Australierinnen im Spiel um Bronze auf die Ungarinnen und gewannen mit 12:11. Mia Santoromito wirkte in allen sechs Spielen mit, eines ihrer beiden Tore warf sie im Spiel um den dritten Platz.
Mia Santoromito ist die Schwester von Jenna Santoromito, die 2008 ebenfalls zur Olympiamannschaft gehörte. Die Santoromito-Schwestern bildeten das zweite Schwesternpaar in der Mannschaft neben Melissa und Rebecca Rippon. 